# Olio di semi di Aleurites moluccanus

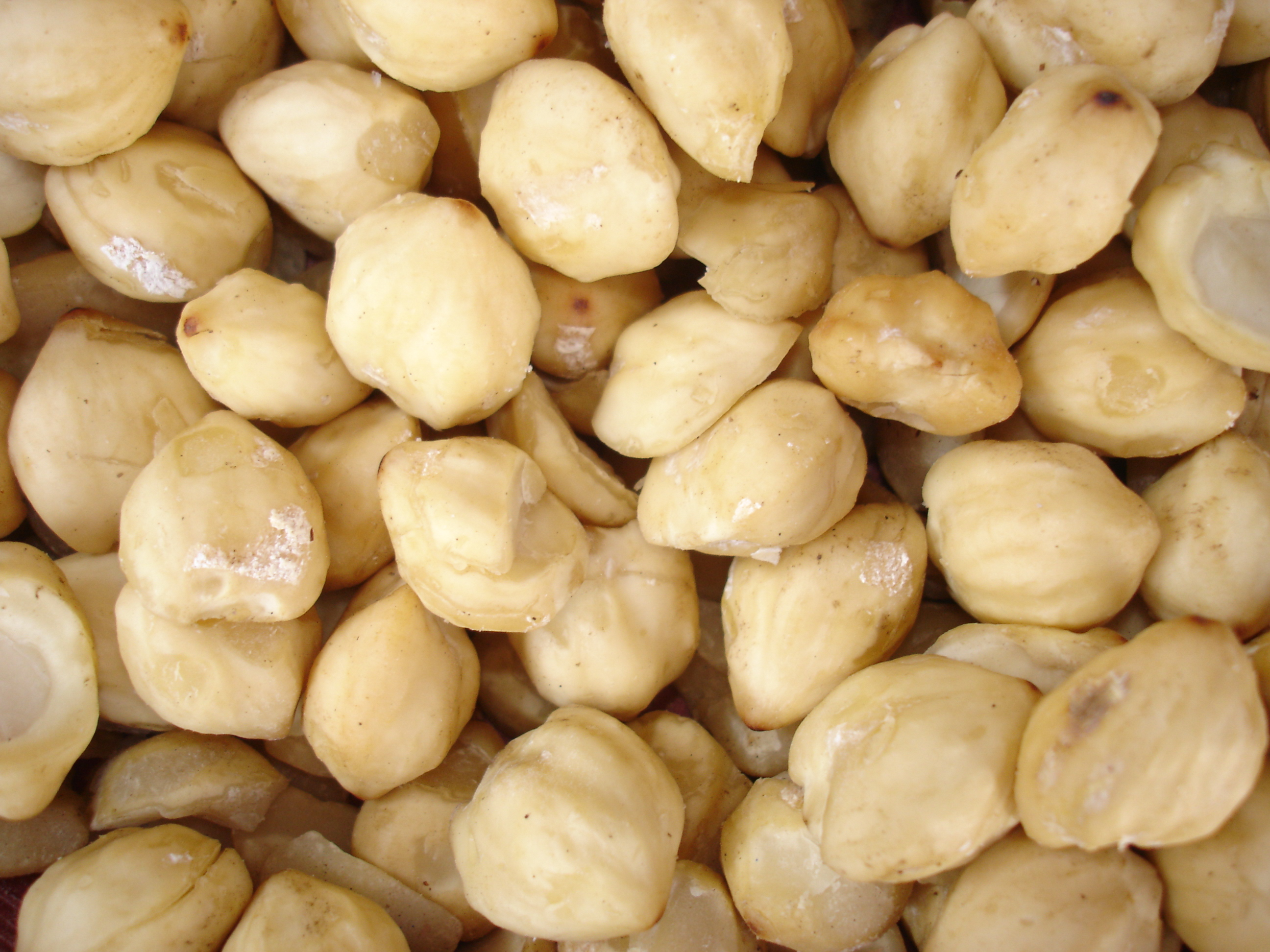
Noci di Aleurites moluccanus

L'olio di semi di aleurites moluccanus, noto come olio di kukui, è l'olio fisso ottenuto dai semi della Aleurites moluccanus o Aleurites moluccana,  pianta appartenente alla famiglia delle Euforbiacee.
L'Aleurites moluccanus è un albero diffuso in tutte le aree tropicali di tutti i continenti. Si ritiene sia nativo della Polinesia o dell'area indo-malesiana.
L'albero, infestante, ha per frutti delle drupe di 5–6 cm. di diametro. Ogni drupa contiene 1 o 2 semi racchiusi in un guscio ( endocarpo) legnoso particolarmente duro e di notevole spessore, 2-2,5mm. Il guscio rappresenta in peso il 65% del nocciolo. Il restante 35% è rappresentato dal seme-gheriglio formato da un piccolo embrione e un voluminoso endosperma. L'endosperma è ricco (oltre il 60%) di lipidi.
L'olio è considerato non edibile così come tossici sono considerati i semi non essiccati.
All'olio è stato attribuito nome INCI:ALEURITES MOLUCCANA SEED OIL, e numero CAS: 8015-80-3.
L'olio di Aleurites moluccanus è semi-siccativo con un grado di insaturazione inferiore a quello dell'olio di lino e molto inferiore a quello dell'olio di tung.
La produzione di olio di semi di Aleurites moluccanus per uso interno o per esportazione avviene in Indonesia, Filippine, India, Hawaii, Malesia.

## Nomenclatura
La presenza dell'albero e dei suoi derivati in molti paesi comporta che gli siano stati attribuiti molti nomi vernacolari diversi.
Anche il nome nelle principali lingue coloniali varia sensibilmente.
In inglese il nome più utilizzato è candlenut (trad. noce-candela) dovuto all'utilizzo dei semi triturati che, infilati nelle cavità del bamboo o applicati in pasta in cima ad un bacchetto, venivano incendiati per illuminare l'ambiente.
In francese i nomi più utilizzati sono noix de Moluques e noix de Bancoul.
La generica definizione di "noce delle Indie" può essere utilizzata in italiano, inglese, francese, spagnolo, portoghese.
Originario di Guam ma utilizzato anche in inglese il nome lumbang. In Indonesia il nome più utilizzato è kemiri.
In Brasile può essere chiamato: nogueira-de-iguape, mentre alle Hawaii dove l'Aleurites moluccanus, dal 1959, è stato designato come l'albero ufficiale dello stato, viene chiamato kukui.
Il rinnovato interesse commerciale per questo olio nel mercato cosmetico ha fatto adottare il nome della pianta in lingua hawaiana, olio di kukui, indipendentemente dal paese di produzione.

## Estrazione e produzione
Dopo la raccolta dei frutti, dal suolo o dall'albero, i semi vengono decorticati. La separazione del guscio dal gheriglio è complessa visto che aderiscono strettamente. Un processo tradizionale per rimuovere l'endocarpo dal seme si realizza dando fuoco ai noccioli ricoperti di paglia dopo averli lasciati essiccare al sole. La tostatura dei semi li rende commestibili e in India e sud-est asiatico sono utilizzati come spezia. Sebbene sia un mezzo semplice per rimuovere i gusci dai gherigli, bruciando o tostando i noccioli si rischia di danneggiare il seme,  la resa dell'olio si riduce e l'olio prodotto con questi metodi tradizionali assume una colorazione che vira verso il marron. La decorticazione può essere effettuata meccanicamente con semplici macchinari.
L'olio di kukui viene estratto con diversi metodi. Tradizionalmente l'olio veniva estratto bollendo in acqua i semi macinati fino a far affiorare le componenti lipidiche che venivano rimosse (scrematura). Visto che il seme ha un alto tenore lipidico è possibile l'estrazione mediante spremitura ed espulsione dell'olio con mulini. La tecnica più utilizzata è l'estrazione con solvente organico, in cui il seme viene macinato e pressato in un mulino ed esposto al solvente per l'estrazione. Visto l'alto valore commerciale e le specifiche di purezza per l'olio destinato al mercato cosmetico è possibile anche l'estrazione con CO2 supercritica.

## Caratteristiche chimico fisiche
Le caratteristiche chimico fisiche degli oli vegetali possono variare in funzione del processo di estrazione e raffinazione.
A temperatura ambiente l'olio di kukui è liquido e si presenta come una sostanza oleosa di colore giallo-ambra più o meno tenue. Essendo una produzione minore non destinata ad un utilizzo alimentare non esistono veri e propri standard e ci sono pochi studi che lo caratterizzano.
| Caratteristiche chimico fisiche dell'olio di kukui                                   | Caratteristiche chimico fisiche dell'olio di kukui |
| ------------------------------------------------------------------------------------ | -------------------------------------------------- |
| Densità relativa (g/mL)                                                              | 0,92-0,94                                          |
| indice di rifrazione a 20 °C                                                         | 1,470-1,480                                        |
| numero di saponificazione (mg KOH/g olio)                                            | 185 – 210                                          |
| numero di iodio                                                                      | 130 - 170                                          |
| Caratteristiche tipiche di un olio di kukui raffinato destinato al mercato cosmetico |                                                    |

## Composizione
In tutti gli oli vegetali la composizione può variare in funzione della cultivar, delle condizioni ambientali, della raccolta e della lavorazione. Nell'olio di kukui, alcuni studi forniscono un profilo di acidi grassi notevolmente diverso da quello indicato nella maggioranza delle ricerche. L'olio di kukui è composto prevalentemente da trigliceridi con la seguente distribuzione tipica di acidi grassi:
| Composizione tipica dell'olio di semi di aleurites moluccanus            | Composizione tipica dell'olio di semi di aleurites moluccanus | Composizione tipica dell'olio di semi di aleurites moluccanus | Composizione tipica dell'olio di semi di aleurites moluccanus                  |
| ------------------------------------------------------------------------ | ------------------------------------------------------------- | ------------------------------------------------------------- | ------------------------------------------------------------------------------ |
| acido grasso                                                             | Notazione Delta                                               | Concentrazione %                                              | Concentrazione/(min-max)% rilevata su lotti di diversa origine in anni diversi |
| acido palmitico                                                          | 16:0                                                          | 5,4                                                           | 5,03–9,36                                                                      |
| acido palmitoleico                                                       | 16:1Δ9c                                                       | 0,1                                                           | ND                                                                             |
| acido stearico                                                           | 18:0                                                          | 2,7                                                           | 2,04–3,4                                                                       |
| acido oleico                                                             | 18:1Δ9c                                                       | 18,8                                                          | 15,5–26,4                                                                      |
| acido linoleico                                                          | 18:2Δ9c,12c                                                   | 46,9                                                          | 33,9–43,7                                                                      |
| acido α-linolenico                                                       | 18:3Δ9c,12c,15c                                               | 25,4                                                          | 20,1–34,1                                                                      |
| acido arachico                                                           | 20:0                                                          | 0,2                                                           | ND                                                                             |
| acido gadoleico                                                          | 20:1Δ11c                                                      | 0,4                                                           | ND                                                                             |
| Legenda: ND, Non Determinato - %, percentuale sul totale di acidi grassi |                                                               |                                                               |                                                                                |

Alcune analisi hanno rilevato concentrazioni di acido α-linolenico che si discostano sensibilmente dalla mediana dei valori riscontrati, da 2,69%-2,8%  a 49,55%.
Tutte le analisi confermano che nell'olio di semi di aleurites moluccanus non è stato rilevato l'acido α-eleostearico, acido coniugato-trans principale costituente degli oli estratti da semi di aleurites fordii, aleurites montana e aleurites trisperma.
L'alta concentrazione di acidi grassi polinsaturi lo rende suscettibile all'auto-ossidazione, che può essere ritardata dai tocoli naturalmente presenti o da antiossidanti addizionati.

## Utilizzo
Praticamente scomparsi, anche nei paesi di origine, gli utilizzi tradizionali come lassativo, olio per lampade o olio per capelli, l'olio di kukui ha un qualche utilizzo industriale nell'industria delle vernici e come protettivo del legno. Di maggior interesse la domanda più recente di olio di kukui per l'industria cosmetica. Come altri oli vegetali può entrare nelle formulazioni cosmetiche come emolliente e condizionante cutaneo, potendo sustanziare un residuo secco sulla pelle.
Come ingrediente cosmetico può essere utilizzato anche nella versione idrogenata, con nome INCI: HYDROGENATED KUKUI NUT OIL.